# Eilema bisticta
Eilema bisticta là một loài bướm đêm thuộc phân họ Arctiinae, họ Erebidae.